# ك. إرنست ديوي
ك. إرنست ديوي (بالإنجليزية: C. Ernest Dewey)‏ هو شخصية أعمال وسياسي أمريكي، ولد في 21 مارس 1861، وتوفي في 14 فبراير 1945. حزبياً، نشط في الحزب الجمهوري. وقد انتخب عضو جمعية ولاية ويسكونسن.